# Picior de Munte, Dâmbovița
Picior de Munte este un sat în comuna Dragodana din județul Dâmbovița, Muntenia, România.
La sfârșitul secolului al XIX-lea, satul Picior de Munte forma o comună de sine stătătoare, cu 980 de locuitori, o biserică și o școală. În 1925, comuna Picior de Munte avea tot un singur sat cu 1242 de locuitori, și era inclusă în aceeași plasă.
În 1950, ea a trecut în subordinea raionului Găești din regiunea Argeș. În 1968, comuna Picior de Munte s-a desființat și a fost inclusă în comuna Dragodana, satul Păunei fiind inclus în satul Picior de Munte.